# Amage longibranchiata
Amage longibranchiata är en ringmaskart som beskrevs av Hartman 1960. Amage longibranchiata ingår i släktet Amage och familjen Ampharetidae. Inga underarter finns listade i Catalogue of Life.